# Я зробив все, що міг
Я зробив все, що міг (рос. Я сделал всё, что мог) — радянський художній фільм 1986 року, знятий на кіностудії «Мосфільм».

## Сюжет
Восени 1941 року в таборі для військовополонених під Києвом з'явився чоловік, який назвав себе лікарем, і переконав німців у необхідності організувати за межами табору госпіталь. Прекрасно володіючи німецькою, не викликаючи жодних сумнівів у гітлерівців, він постачав зброєю тих, хто ставав на ноги, і давав можливість їм піти в ліс…

## У ролях
- Олександр Філіппенко — Леонід Жилін, начальник госпіталю
- Андрій Болтнєв — Олексій Данилович Вольський, військлікар
- Ольга Остроумова — Анна Жиліна
- Василь Міщенко — Льоня Жилін
- Василь Кульков — Гена Жилін
- Ірина Шмельова — Ірина Жиліна
- Григорій Кочержинський — Мирон Кандель, хірург
- Олексій Золотницький — Стригущенко
- Євген Шмаров — Михась
- Світлана Тормахова — Петрикіна
- Алевтина Румянцева — Фрося, медсестра
- Яна Друзь — Оксана
- Валентина Клягіна — Зіна
- Сергій Десницький — Богородицький, полковник
- Володимир Землянікін — Голиба
- Надія Матушкина — Ліда
- Микола Прокопович — Герлах, комендант
- Володимир Сизов — перекладач
- Ігор Березовський — епізод
- Антон Медведєв — Льоня Жилін (в дитинстві)
- Дорін Молодожан — епізод
- Олена Руднєва — епізод
- Євген Дегтяренко — епізод
- Андрій Жила — епізод
- Максим Кондратюк — епізод
- Петро Кононихін — епізод
- Валерій Лисенков — німецький офіцер
- Володимир Мащенко — німецький офіцер
- Віктор Мамаєв — німецький солдат
- Любов Омельченко — німкеня Грета
- Геннадій Подшивалов — епізод
- Андрій Перунов — епізод
- Микита Романенко — солдат
- Георгіос Совчіс — німецький військовий лікар
- Володимир Свєшніков — епізод
- Павло Скороходов — епізод
- Олександр Толубаєв — епізод
- Анатолій Шершинєв — радист
- Олександр Хмельницький — епізод
- Зінаїда Ярош — Катерина
- Володимир Скляров — епізод

## Знімальна група
- Режисер — Дмитро Салинський
- Сценарист — Андрій Смирнов
- Оператор — Михайло Біц
- Композитор — Віталій Гевіксман
- Художник — Василь Голіков